# Kingia australis
Kingia australis là một loài thực vật có hoa trong họ Dasypogonaceae. Loài này được R.Br. miêu tả khoa học đầu tiên năm 1826.